# عشب الحبل طويل السنابل
عشب الحبل طويل السنابل (الاسم العلمي:Spartina longispica) هو نوع من النباتات يتبع جنس عشب الحبل من الفصيلة النجيلية.